# Tigridia pugana
Tigridia pugana är en irisväxtart som beskrevs av Aarón Rodr. och Ortiz-cat. Tigridia pugana ingår i släktet Tigridia och familjen irisväxter. Inga underarter finns listade i Catalogue of Life.